# Новоукраинка (Вознесенский район)
Новоукра́инка (укр. Новоукраїнка) — село в Вознесенском районе Николаевской области Украины.
Население по переписи 2001 года составляло 181 человек. Почтовый индекс — 56555. Телефонный код — 5134. Занимает площадь 0,429 км².

## Местный совет
56553, Николаевская обл., Вознесенский р-н, с. Щербани, ул. Кирова, 88